# Gare de Laval-de-Cère
Ne doit pas être confondu avec Gare de Laval ou Gare de Laval (Vosges).
La gare de Laval-de-Cère est une gare ferroviaire française, de la ligne de Souillac à Viescamp-sous-Jallès, située sur le territoire de la commune de Laval-de-Cère, dans le département du Lot en région Occitanie.
Elle est mise en service en 1891 par la Compagnie du chemin de fer de Paris à Orléans (PO).
C'est une halte voyageurs de la Société nationale des chemins de fer français (SNCF), desservie par des trains TER.

## Situation ferroviaire
Établie à 171 mètres d'altitude, la gare de Laval-de-Cère est située au point kilométrique (PK) 663,239 de la ligne de Souillac à Viescamp-sous-Jallès, entre les gares ouvertes de Bretenoux - Biars (s'intercale la gare fermée de Port-de-Gagnac) et de Laroquebrou (s'intercale les gares fermées de Lamativie et de Siran).

## Histoire

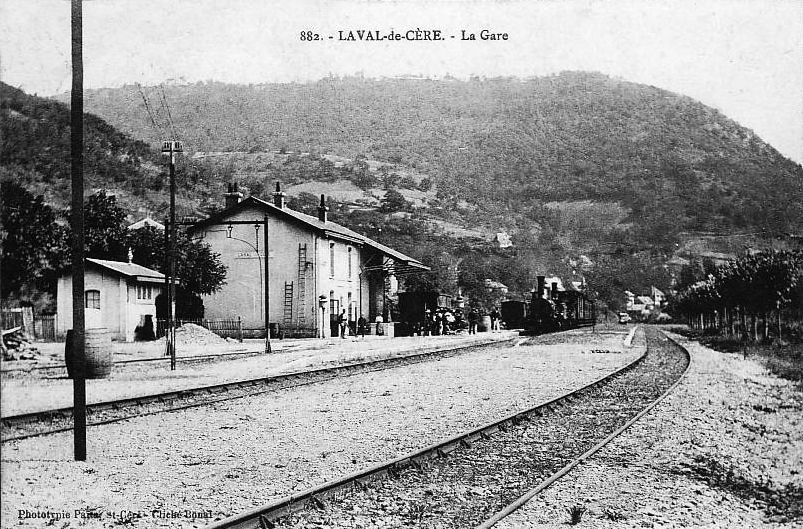
La gare vers 1900.

La gare de Laval-de-Cère est mise en service le 11 mai 1891 par la Compagnie du chemin de fer de Paris à Orléans (PO), lorsqu'elle ouvre à l'exploitation la section de Saint-Denis-près-Martel à Viescamp-sous-Jallès,.
La gare dispose d'un bâtiment voyageurs, avec un corps central à deux ouvertures, avec un étage sous une toiture à deux pans, et une halle à marchandises accolée.
En 1896, la Compagnie du PO indique que la recette de la gare pour l'année entière est de 39 559 francs.
Devenue depuis une halte voyageurs de la SNCF, le bâtiment voyageurs est fermé.

## Service des voyageurs

### Accueil
Halte SNCF, c'est un point d'arrêt non géré (PANG) à accès libre. Elle possède une voie d'évitement pour le croisement des trains.

### Desserte
Laval-de-Cère est desservie par des trains régionaux TER Auvergne-Rhône-Alpes qui effectuent des missions entre les gares de Brive-la-Gaillarde et d'Aurillac.

### Intermodalité
Un parking y est aménagé.

## Patrimoine ferroviaire
Bien que fermé au service ferroviaire, le bâtiment voyageurs d'origine est toujours présent sur le site de la gare.

## Galerie de photographies

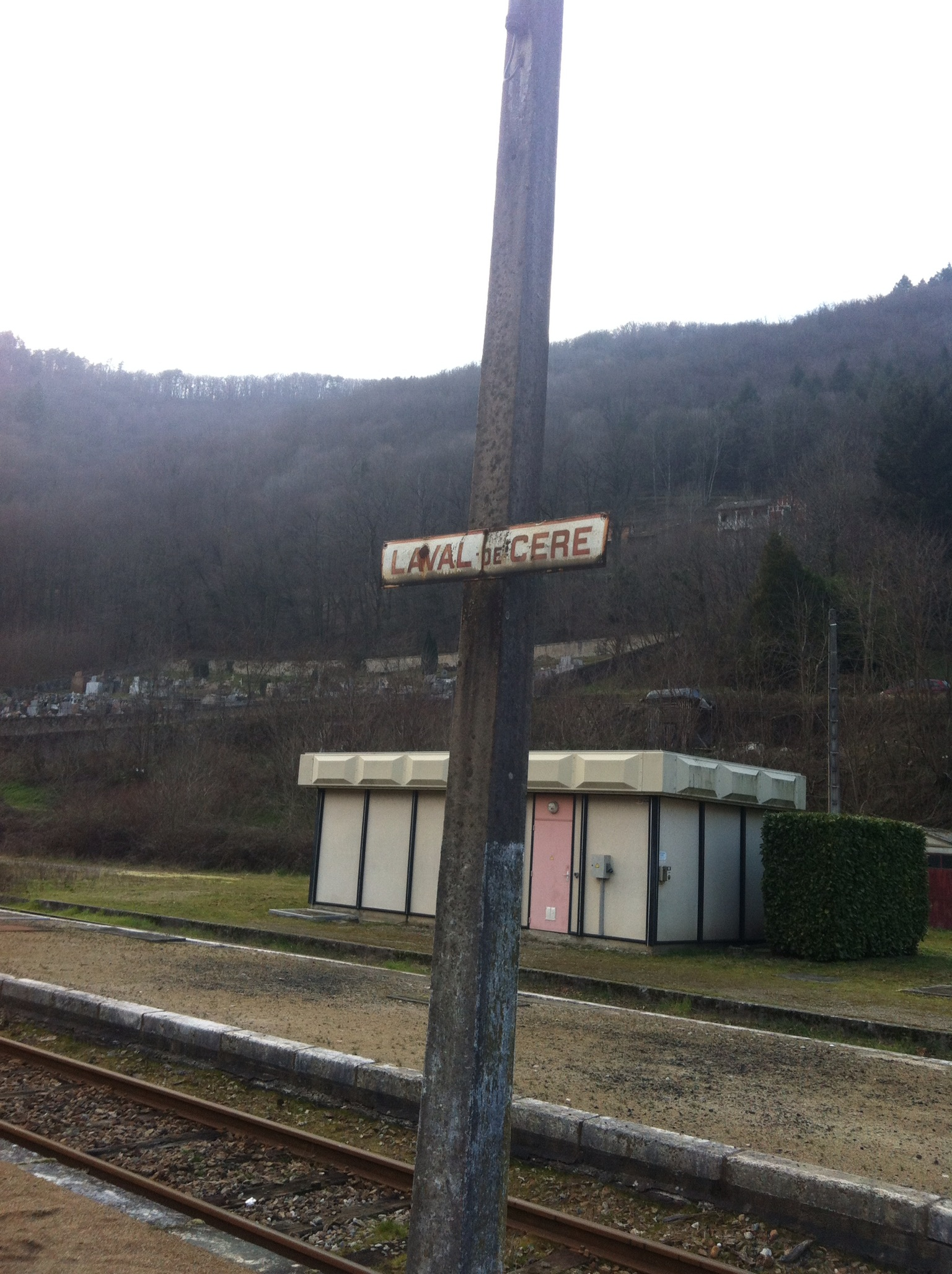
Panneau de quai.
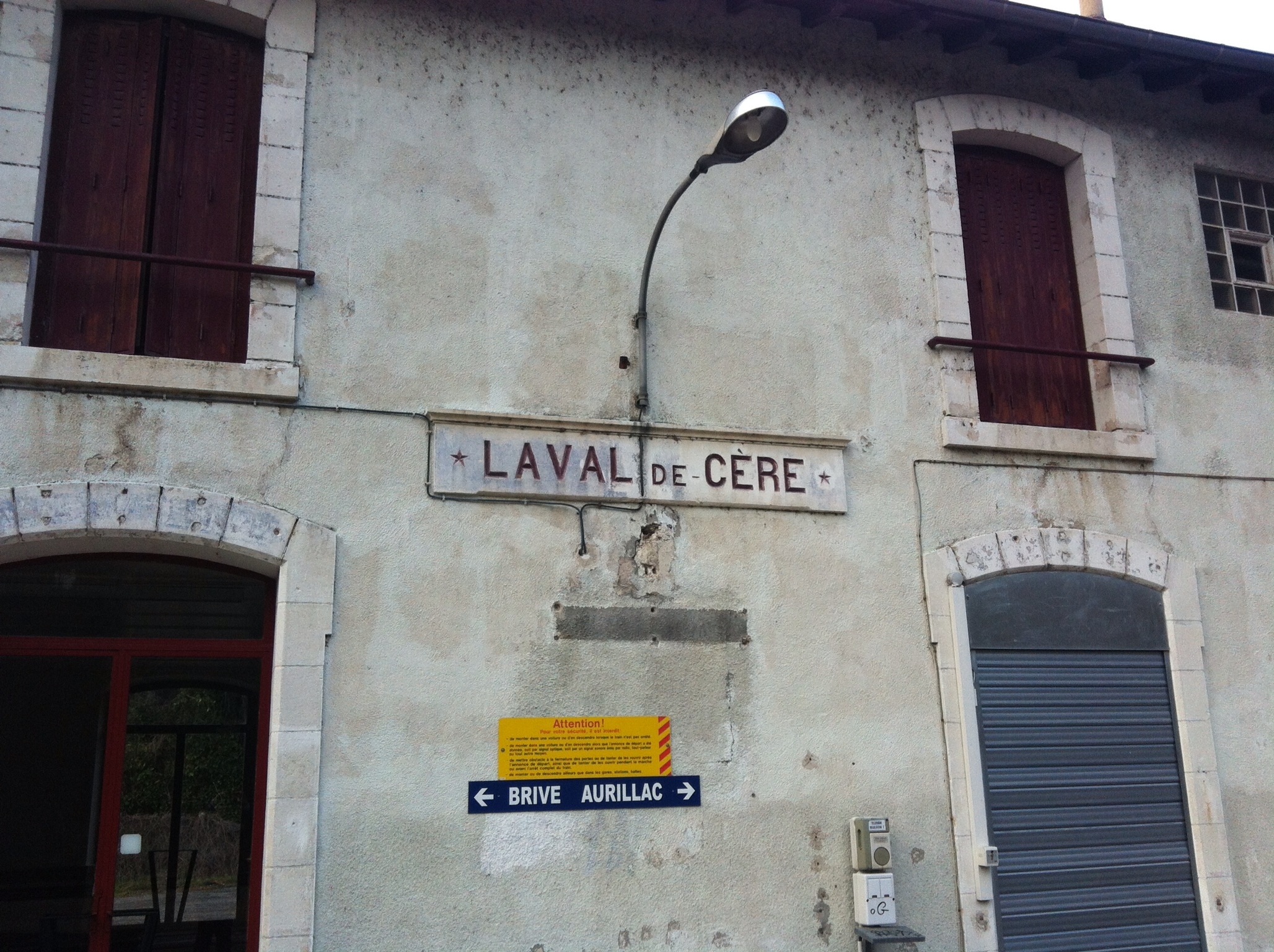
Façade côté quais en 2013.
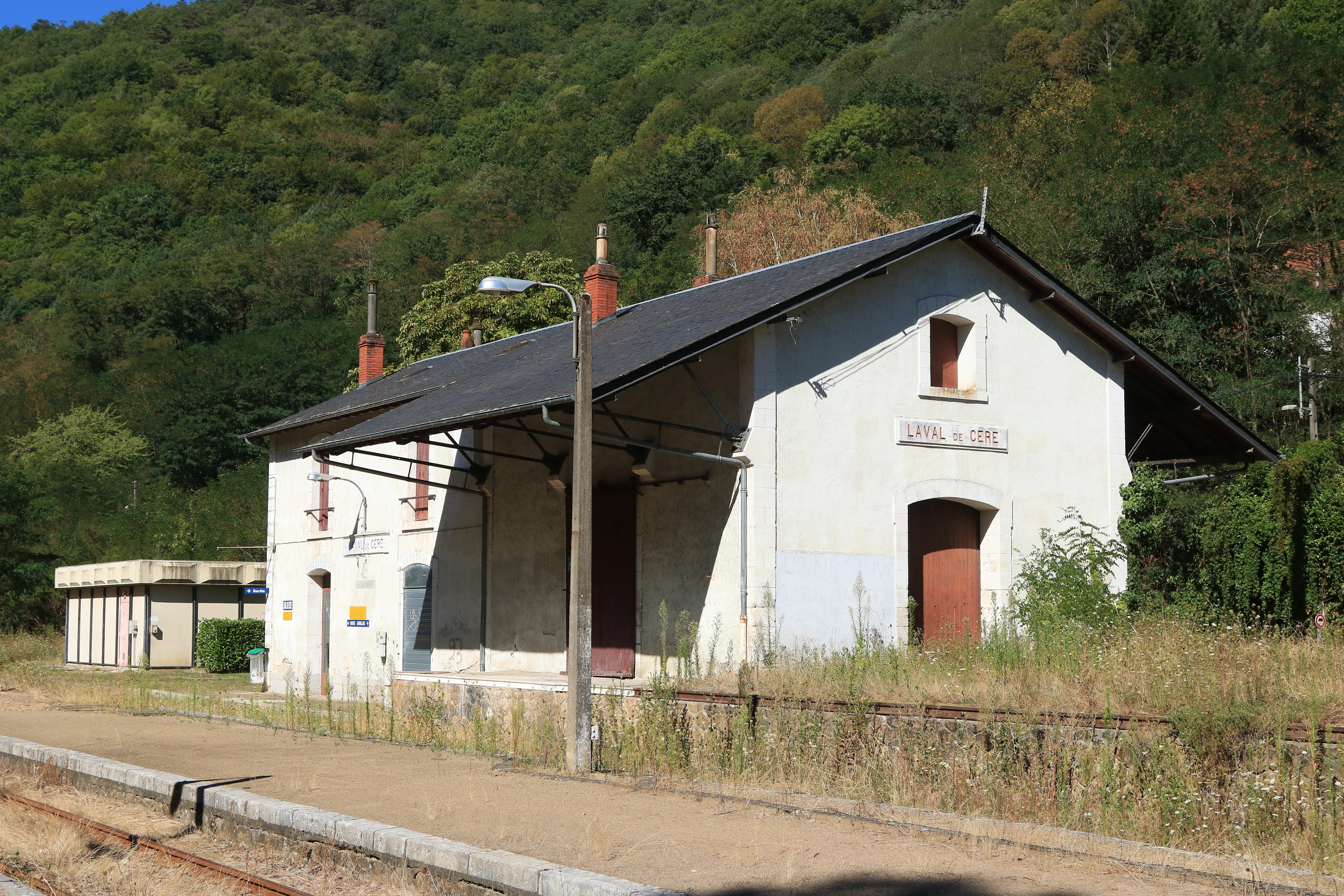
Batiment voyageurs et halle marchandise vus des voies.
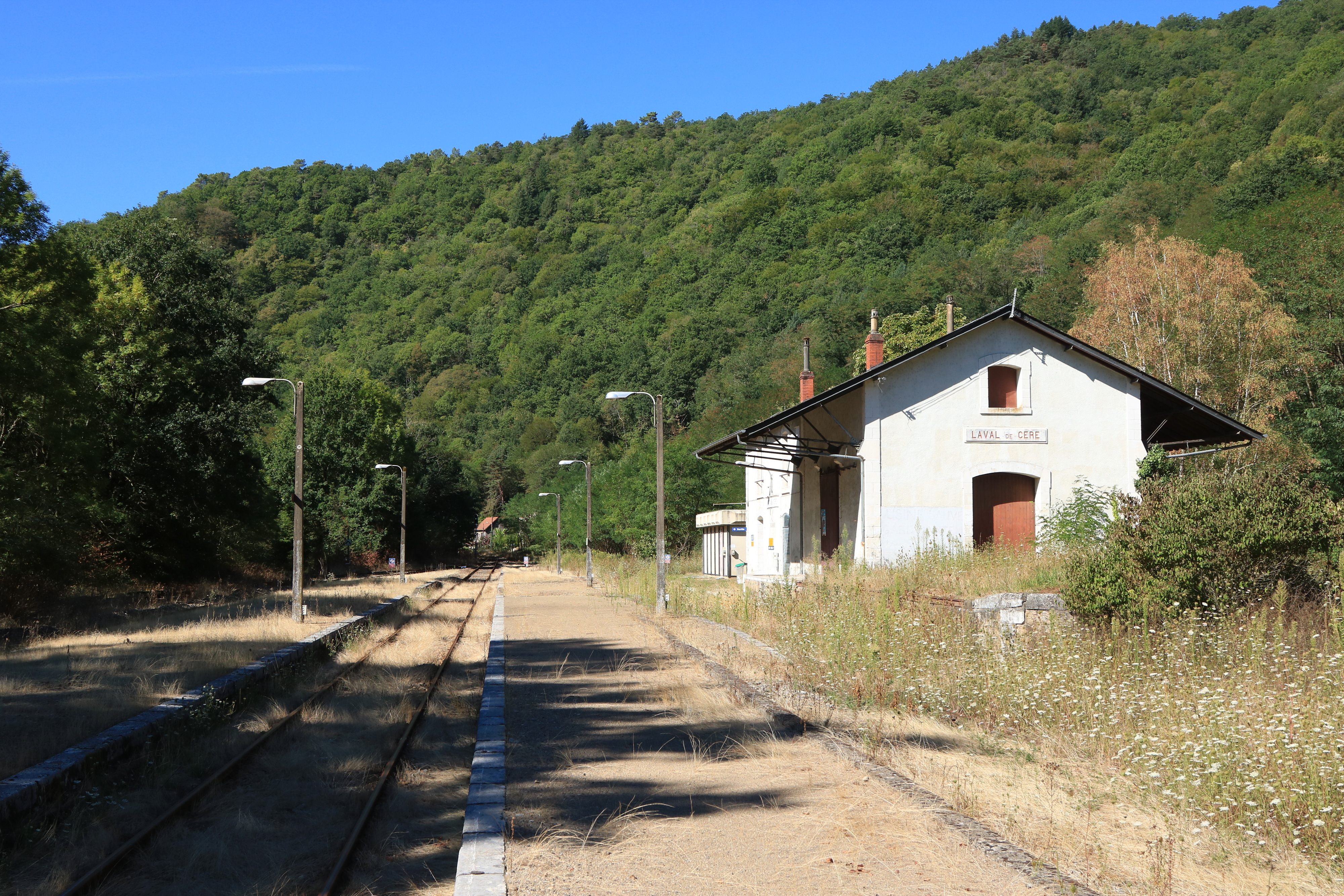
Vue côté Brive.
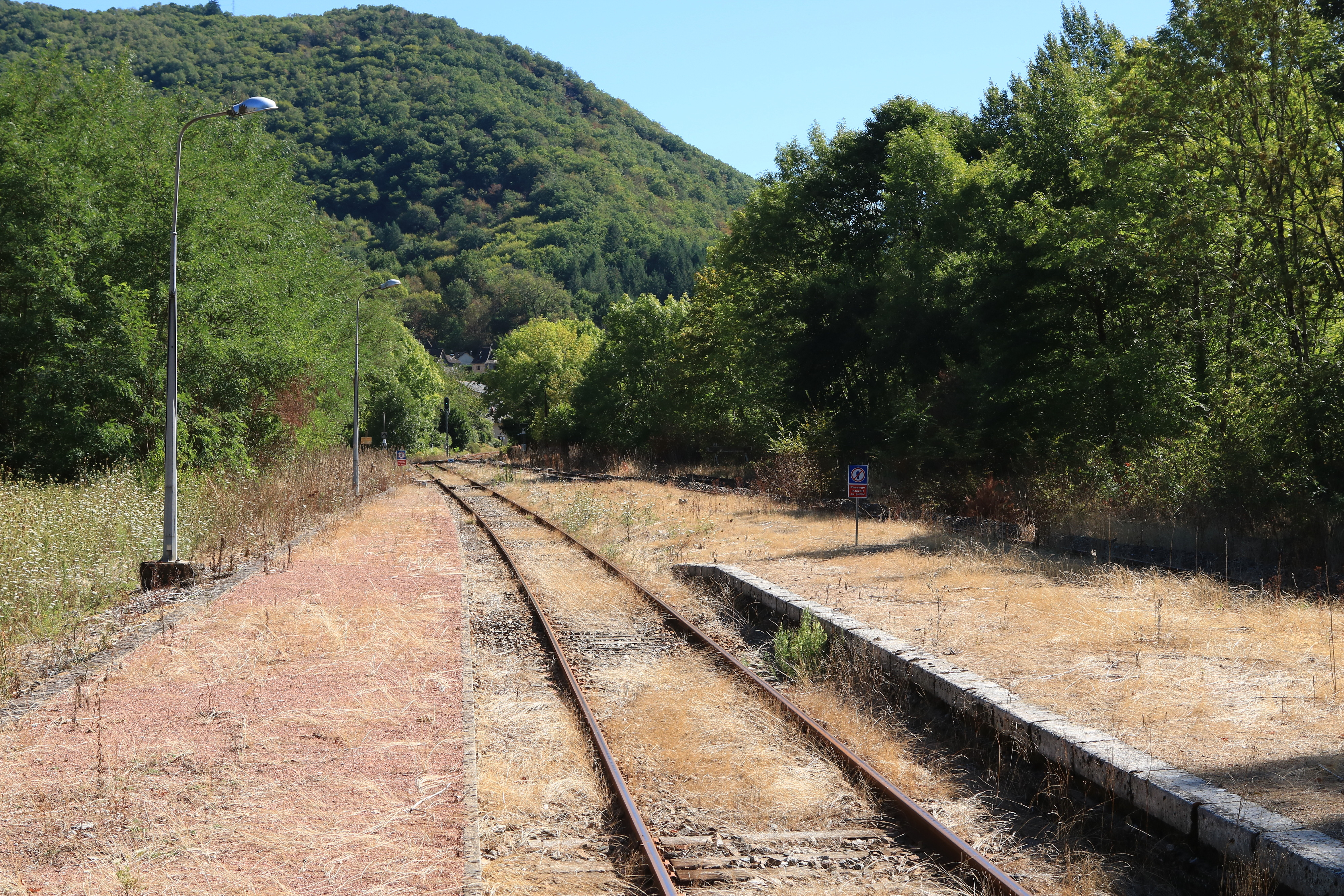
Vue côté Aurillac.